# Маркграф, Пауль
Па́уль Ма́ркграф (нем. Paul Markgraf; 17 июля 1910, Берлин — 7 апреля 1993) — начальник управления полиции Берлина в 1945—1949 годах.

## Биография
Из семьи служащих, Маркграф по окончании народной школы учился на пекаря. С 1931 года состоял на военной службе унтер-офицером пехоты. В 1941 году получил звание лейтенанта, в 1942 году — старшего лейтенанта. Командир 40-го отделения в 24-й танковой дивизии, Маркграф был награждён Железным крестом. В 1943 году попал в советский плен в Сталинградской битве. Учился в Антифашистской школе и вступил в Национальный комитет «Свободная Германия», выступил одним из учредителей Союза германских офицеров, подписал учредительные документы и воззвание немецких генералов и офицеров к народу и вермахту.
30 апреля 1945 года Маркграф вместе с группой Ульбрихта прибыл в Германию. 20 мая был назначен советским комендантом Берлина Н. Э. Берзариным на должность начальника полиции Берлина в звании полковника. В 1946 году Маркграф вступил в СЕПГ.
26 июля 1948 года во время блокады Берлина бургомистр Фердинанд Фриденсбург отстранил Маркграфа от должности за «продолжительные антиконституционные незаконные действия, невыполнение своих установленных законом задач и за отказ от исполнения указаний Берлинского магистрата». В советском секторе Берлина Маркграф уволил всех «некоммунистических» сотрудников полиции и был ответственным за бездействие полиции во время разгрома здания Городского собрания Берлина в районе Митте. Как следствие, депутаты городского собрания переехали в британский сектор, что послужило началом раздела Берлина. Маркграф отказался выйти в отставку и с согласия советских оккупационных властей продолжал работать в советском секторе Берлина. Начальником управления полиции в западных секторах Берлина стал Иоганнес Штумм.
В 1949—1950 годах Маркграф учился в военной академии в СССР, затем служил в Казарменной народной полиции и Национальной народной армии.